# Португалия на летних Олимпийских играх 1956
Португалия принимала участие в Летних Олимпийских играх 1956 года в Мельбурне (Австралия) в девятый раз за свою историю, но не завоевала ни одной медали. 